# Estadística de partícules
L'estadística de partícules es refereix a la descripció particular de partícules en mecànica estadística.

## Estadística clàssica
En mecànica clàssica, totes les partícules (elementals, compostes, àtoms, molècules, electrons, etc.) d'un sistema es consideren distingibles. Això significa que es pot etiquetar i seguir cada partícula individual del sistema. Com a conseqüència, el canvi de posició de dues partícules qualsevol condueix a una configuració completament diferent del sistema sencer; a més a més, no existeix cap restricció que impedeixo col·locar més d'una partícula en qualsevol estat donat accessible al sistema. L'estadística clàssica s'anomena estadística de Maxwell-Boltzmann (o estadística M-B).

## Estadística quàntica
La característica fonamental de la mecànica quàntica que la distingeix de la mecànica clàssica és que les partícules d'un tipus particular són indistingibles les unes de les altres. Això significa que en un conjunt de partícules similars, l'intercanvi de dues d'elles no condueix a una nova configuració del sistema (en llenguatge de mecànica quàntica: la funció d'ona del sistema és invariant respecte l'intercanvi de les partícules constituents). En el cas d'un sistema que consisteix en partícules de diferent naturalesa (per exemple, electrons i protons), la funció d'ona del sistema és invariant de manera separada pel conjunt de les dues partícules.
L'estadística quàntica es divideix en estadística de Bose-Einstein i estadística de Fermi-Dirac.